# ズグロヤイロチョウ
ズグロヤイロチョウ（頭黒八色鳥、学名：Pitta sordida）は、スズメ目ヤイロチョウ科に分類される鳥類の1種である。

## 分布
インドや、ミャンマー、タイ、マレーシア、フィリピン、インドネシア等の東南アジア各地とニューギニアに分布する。北方の個体は、冬季に南方へ移動する。
日本では迷鳥として、1984年に石垣島で民家に衝突し衰弱したものが保護され、その後、死亡した1例の記録がある。

## 形態
体長約18cm。丸みをおびた体形で尾は短い。頭部は黒く、体の上面は光沢のある青緑色、上尾筒は光沢のある青色である。下原から下尾筒は赤色。嘴は黒く、脚は淡褐色。数亜種に分類され、亜種毎に羽色が異なる。

## 生態
平地から山地の林や森に生息する。
鳴き声は「フェー、フェー」。

## 絶滅危惧評価
- LEAST CONCERN (IUCN Red List Ver. 3.1 (2001))[2]